# مسجد ياما
مسجد ياما هو مسجد بني على الطراز المعماري للمنطقة وهو العمارة السودانية الساحلية، شيد المسجد في عام 1962 في ياما وهي قرية في منطقة شبه الصحراء من النيجر، ويعد النيجر بلد غير ساحلي في أفريقيا جنوب الصحراء في غرب أفريقيا .

## التاريخ
حتى بعد أكثر من ستين عاما من الاستعمار الفرنسي الذي انتهى في عام 1960، كانت المنطقة يمسها بشكل ملحوظ التأثير الخارجي، وعندما قررت القرية بناء مسجد الجمعة الذي يمكن أن يجتمع فيه جميع السكان للصلاة، اختاروا استخدام الطرق التقليدية في بناء المسجد، شيد الهيكل المسجد من طوب الطين، وشملت التعديلات في وقت لاحق بناء قبة مركزية تحيط بها أربعة أبراج ركنية، بذل فيها كل قروي مساهمة خاصة من تكلفة البناء، من صاحب الأرض الذي تبرع للموقع لبقيت السكان الذين صنعوا الطوب الطين والمياه وجلبوا الخشب .

## الجوائز
حصل مسجد ياما على جائزة آغا خان للعمارة في عام 1986 .

## وصلات خارجية
- البوم صور مسجد ياما